# Kukkola, Sverige

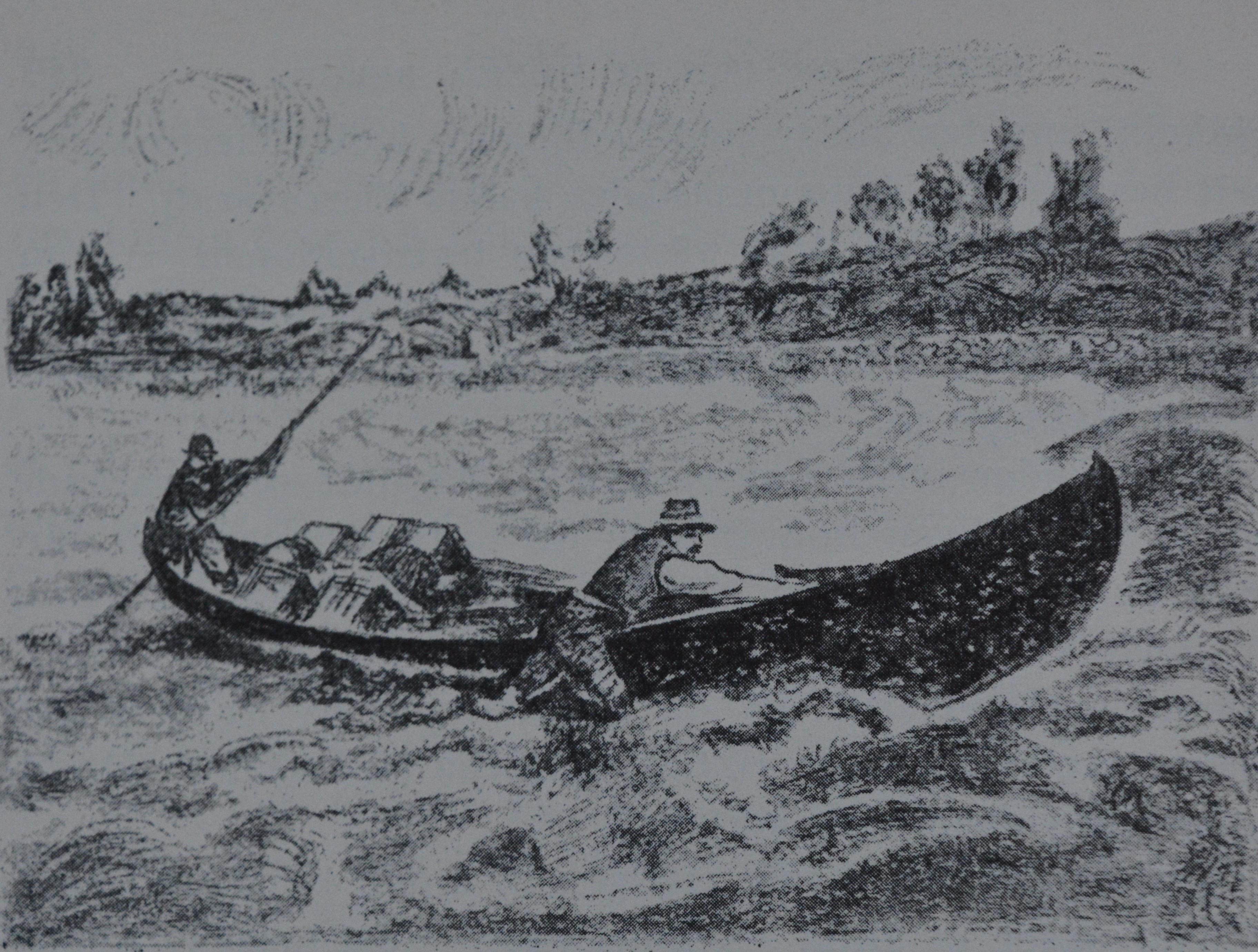
Sikfiske vid Kukkola, av Ezaline Boheman, illustration i Svenska Turistföreningens årsskrift 1927.

Kukkola är en by och en tidigare småort i Karl Gustavs socken i Haparanda kommun, invid Torne älv, dryga milen norrut längs med riksväg 99 från Haparanda. Kukkola ligger mellan grannbyarna Vojakkala (nedströms) och Karungi (uppströms). Tvärsöver älven finns den finska syskonbyn som har samma namn.
Vid 2015 års småortsavgränsning hade folkmängden i området minskat till under 50 personer och småorten upplöstes.

## Befolkningsutveckling
| Befolkningsutvecklingen i Kukkola 1990–2010 | Befolkningsutvecklingen i Kukkola 1990–2010 | Befolkningsutvecklingen i Kukkola 1990–2010 | Befolkningsutvecklingen i Kukkola 1990–2010 | Befolkningsutvecklingen i Kukkola 1990–2010 |
| ------------------------------------------- | ------------------------------------------- | ------------------------------------------- | ------------------------------------------- | ------------------------------------------- |
|                                             |                                             |                                             |                                             |                                             |
| År                                          |                                             |                                             | Folkmängd                                   | Areal (ha)                                  |
| 1990                                        | 1990                                        |                                             | 76                                          | 24#                                         |
| 1995                                        | 1995                                        |                                             | 72                                          | 26#                                         |
| 2000                                        | 2000                                        |                                             | 63                                          | 26#                                         |
| 2005                                        | 2005                                        |                                             | 59                                          | 28#                                         |
| 2010                                        | 2010                                        |                                             | 56                                          | 33#                                         |
| Anm.: Ej småort 2015. # Som småort.         |                                             |                                             |                                             |                                             |

## Näringar
Förutom jordbruk och skogsbruk var en viktig näring för byborna har varit fisket efter sik och lax. Tillgången på lax minskade dock och gjorde att sikfisket blev den dominerande sysslan. Starka strömmar och relativt grund stening botten i Kukkolaforsen gjorde platsen lämplig för fångstmedoden håvning. Skiften vid håvarna fördelades mellan byamännen. En samling fiskebodar, iskällare och kontor byggdes upp. Bland bodarna finns ett tornur för att fiskarna skulle se när deras skift var slut. 
Vid forsen byggdes två vattendrivna kvarnar (på 1840- respektive 1850-talet) som betjänade stora delar av södra Tornedalen. I ena kvarnen installerades även en likströmsgenerator som gjorde Kukkola till den första elektrifierade byn i trakten. Även ett mindre sågverk drevs av forsens kraft.

Vid Kukkolaforsen finns ett kvarn- och fiskemuseum och en välkänd restaurang med lokalfångad sik som specialitet.

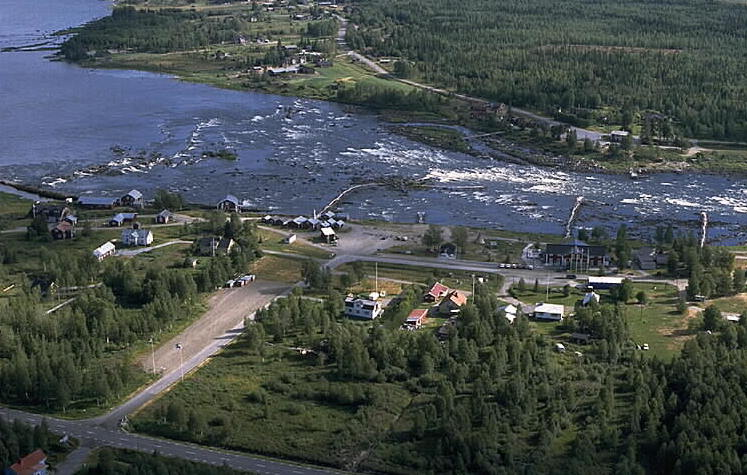
Kukkolaforsen med den svenska sidan närmast fotografen. Kulturbyggnaderna med kvarnarna finns till vänster, och i vattnet syns patorna. Till höger finns restaurangbyggnaden. Fotat augusti 1994.
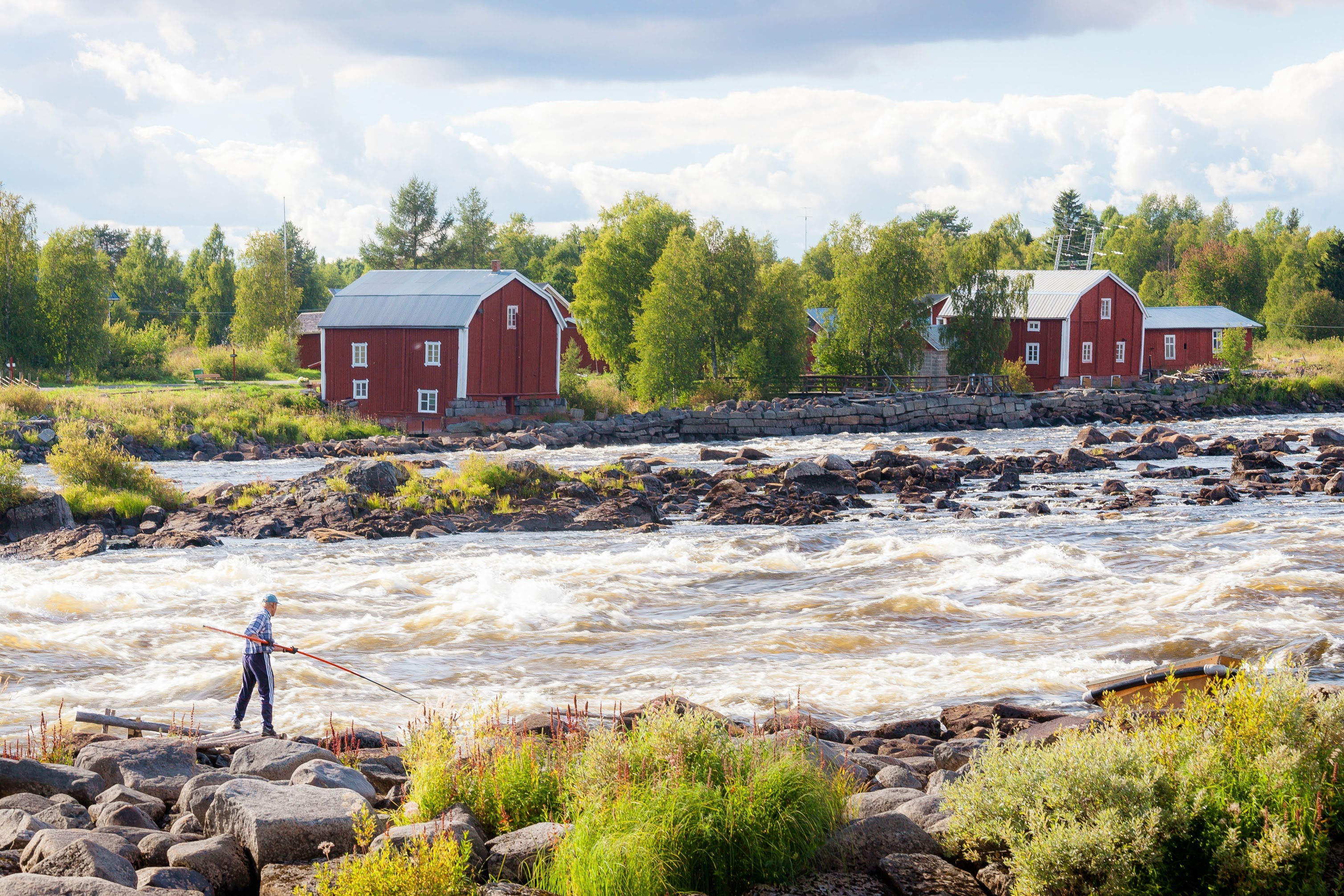
Kvarnarna i svenska Kukkola, sedd från finska sidan.
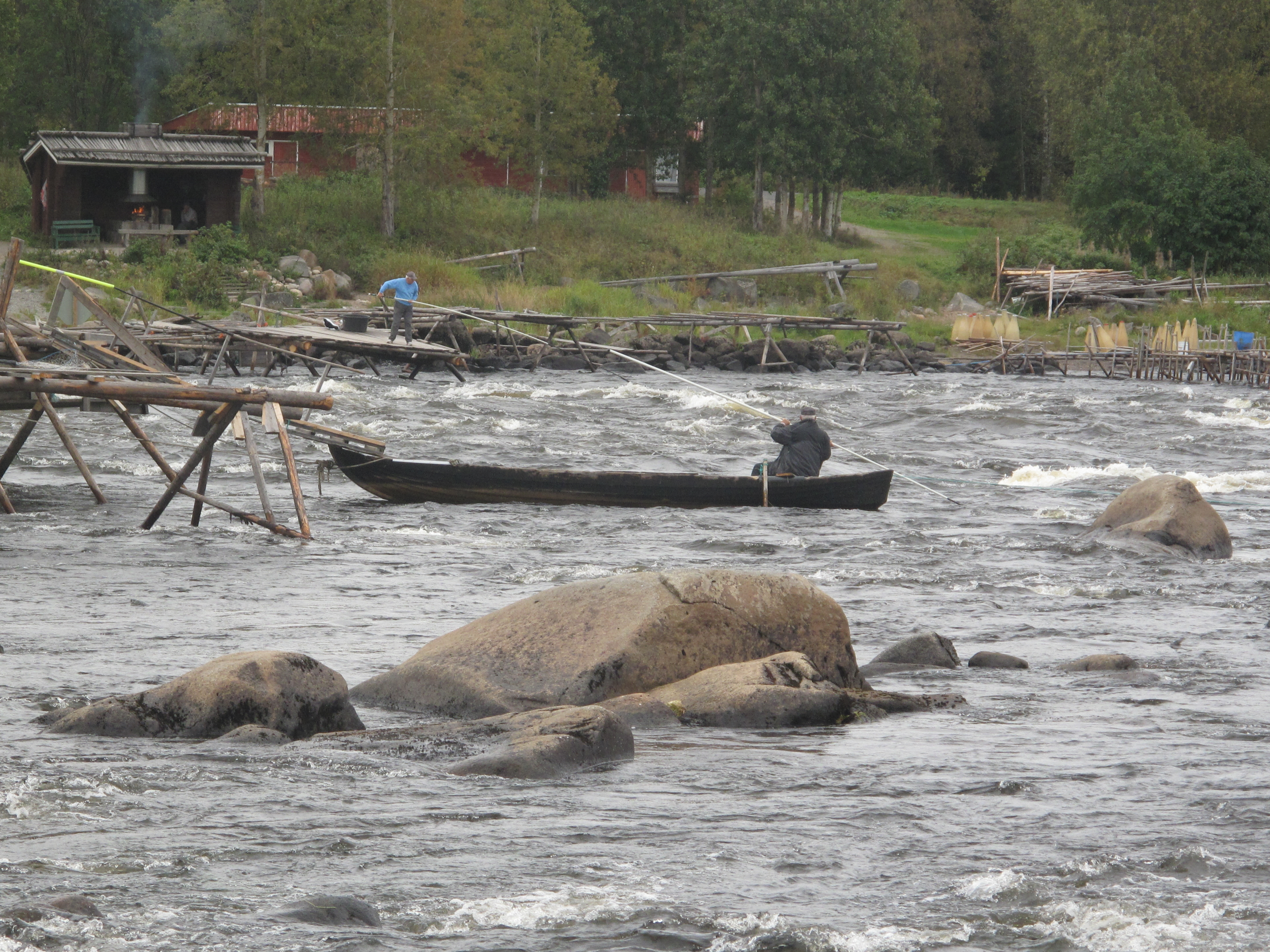
Sikhåvning i Kukkolaforsen år 2011.
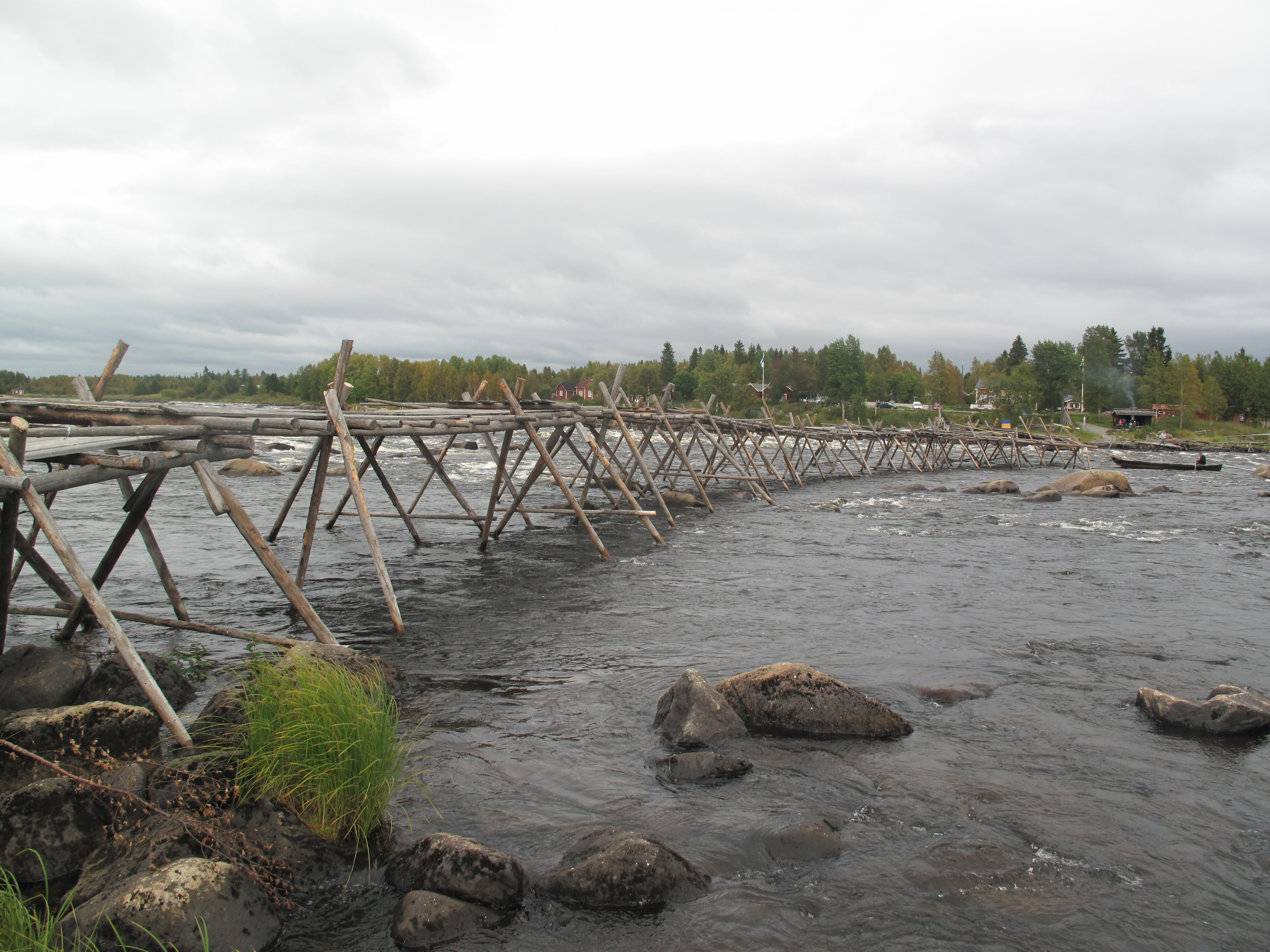
Patan vid Kukkolaforsen.
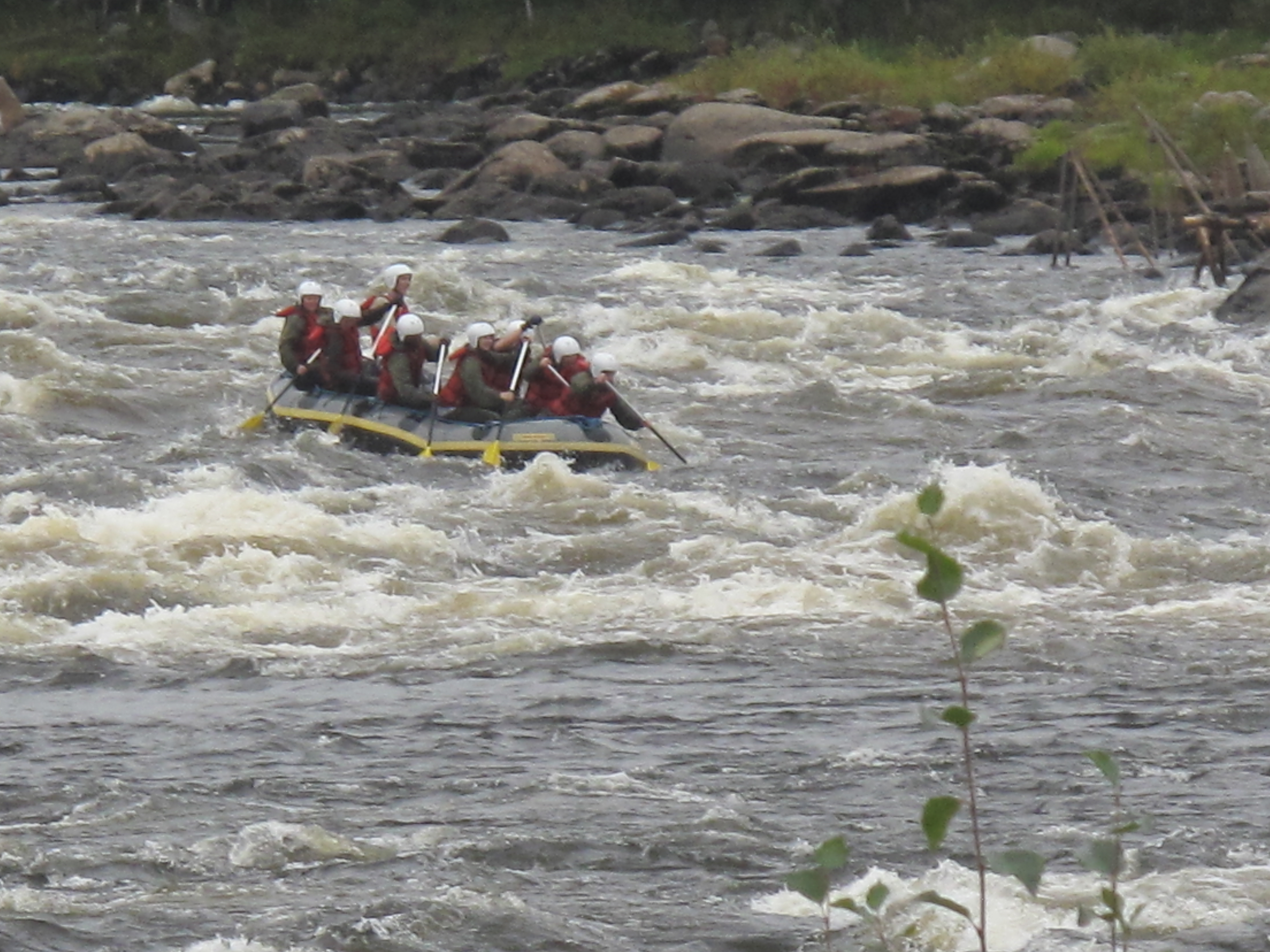
Forsränning i Kukkolaforsen.

## Sikfesten
Sikfesten i Kukkola har anor sedan medeltiden. Den infaller enligt tradition helgen efter Jakobdagen (oftast sista helgen i juli), vid Kukkolaforsens strand. Det är då siken börjar sin vandring från havet upp längs Torneälv. Man röker och halstrar siken och bjuder på sikbuffé. Under 1980-talet uppträdde bland annat Lill Lindfors och Tommy Körberg under sikfesten.

## Kommunikationer
Länstrafiken Norrbotten har bussturer som stannar i Kukkola. 

### Järnväg
I Övre Kukkola fanns det en rälsbusshållplats med samma namn mellan åren 1951-1963.

#### Lomkärr station
Haparandabanan byggdes i början på 1910-talet och i Kukkola öppnades järnvägsstationen för allmänheten år 1918 under namnet Lomkärr station. Byarna i Haparanda hade namn på finska men stationerna fick försvenskade namn. Lomkärr var länge en poststation så det blev ett naturligt ställe för byborna att mötas på och hämta sin post. Den 30 maj 1976 stängdes stationen. Huset finns kvar på 2020-talet och är privatbostad.